# Copaifera martii
Copaifera martii là một loài thực vật có hoa trong họ Đậu. Loài này được Hayne miêu tả khoa học đầu tiên.